# گنتوشا رنسانس
گنتوشا رنسانس (به ژاپنی: 幻冬舎ルネッサンス) یک انتشارات ژاپنی است که دفتر اصلی آن در توکیو، شیبویا قرار دارد. این انتشارات وابسته به گروه گنتوشا است. تا بحال چندین پرتیراژترین کتاب را انتشار داده‌است. 